# Хойя (город)
Хо́йя (нем. Hoya) — город в Германии, в земле Нижняя Саксония.
Входит в состав района Нинбург (Везер). Подчиняется управлению Графство Хойя. Население составляет 3714 человек (на 31 декабря 2010 года). Занимает площадь 8,5 км². Официальный код — 03 2 56 014.
| Год  | Население |
| ---- | --------- |
| 1990 | 3847      |
| 1995 | 3975      |
| 2000 | 3929      |
| 2005 | 3886      |
| 2010 | 3728      |